# اکسایش لومیو–جانسون
اکسایش لومیو–جانسون یا اکسایش مالاپراد–لومیو–جانسون یک واکنش شیمیایی است که در آن یک الفین دچار شکافت اکسایشی شده و دو واحد آلدئید یا کتون تشکیل می‌دهد. نام این واکنش از نام کشف‌کننده‌های آن، ریموند اورگل لومیو و ویلیام سامر جانسون، گرفته شده‌است که آن را در سال ۱۹۵۶ گزارش کردند. واکنش به صورت دو مرحله ای انجام می‌شود، به این ترتیب که با دی‌هیدروکسیل‌دار کردن آلکن به وسیله اسمیم تتراکسید شروع می‌شود، و به دنبال آن یک واکنش مالاپراد برای شکستن دی‌ال با استفاده از پریدات انجام می‌شود. پریدات اضافی برای بازسازی اسمیم تتراکسید استفاده می‌شود و اجازه می‌دهد تا در مقادیر کاتالیزوری مورد استفاده قرار گیرد. واکنش لومیو–جانسون در مرحله اکسایش آلدهید متوقف می‌شود و بنابراین نتایج مشابهی با ازون‌کافت ایجاد می‌کند.
اکسایش کلاسیک لومیو–جانسون اغلب بسیاری از محصولات جانبی را تولید می‌کند که منجر به بازده پایین واکنش می‌شود. با این حال، افزودن بازهای غیر هسته دوست، مانند ۶٬۲-لوتیدین، می‌تواند موجب بهبود این مشکل شود. OsO4 ممکن است با تعدادی دیگر از ترکیبات اسمیم جایگزین شود. همچنین ممکن است پریدات با سایر عوامل اکسیدکننده مانند اکسون جایگزین شود.

## همچنین ببینید
- هیدروکسیل‌دار کردن میلاس
- ازون‌کافت